# Pseudocrossidium pachygastrellum
Pseudocrossidium pachygastrellum är en bladmossart som beskrevs av Brotherus 1924. Pseudocrossidium pachygastrellum ingår i släktet rullmossor, och familjen Pottiaceae. Inga underarter finns listade i Catalogue of Life.